# T-1000
T-1000 é um ciborgue mimético fictício presente no filme Terminator 2: Judgment Day, trata-se do antagonista principal desta produção. O T-1000 foi interpretado pelo ator Robert Patrick. T-1000 reaparece na sequência Terminator Genisys interpretado então por Lee Byung-hun.

## Tecnologia
No futuro o supercomputador chamado de Skynet fundou a microtecnologia ou tecnologia invisível. Com o manípulamento de objetos e peças microscópicos, assim criando células cibernéticas das quais o T-1000 é formado. Suas células são independentes umas das outras e cobertas de fragmentos de citoplasma vivo. Micro eletroímãs fazem com que seu corpo adquira propriedade líquida ou articuladas chamada de metal líquido, suas células cibernéticas tem o núcleo preenchido com moléculas de hidrogênio (o seu combustível) que ao contato com o ar sofre uma reação (explosão), podendo imitar tudo que toca.
Porém ele não é dotado de armas com produtos químicos mas sim de armas com propriedade metálicas e sólidas.

## Criação
A escolha original do diretor James Cameron para interpretar o personagem T-1000 foi o músico de rock Billy Idol. Assim a criação do robô foi feita de modo que se assemelhasse a ele, mas um grave acidente de moto impediu que Idol pudesse aceitar o papel.
Os efeitos usados no filme para criar o T-1000 renderam o prêmio de efeitos visuais do Oscar.